# Per rollam
Per rollam (lat., v západoslovanských jazycích „dopisem“, česky „oběžníkem“) označuje způsob rozhodování statutárního či jiného orgánu právnické osoby, které neprobíhá jako obvykle na shromáždění jeho členů, ale korespondenčně nebo prostřednictvím technických prostředků (§ 158 odst. 2 OZ). České právo takovou možnost výslovně upravuje v případě valných hromad obchodních společností (§ 167 odst. 2 ZOK, § 175–177 ZOK, § 418–420 ZOK), členských schůzí družstev a u shromáždění společenství vlastníků bytových jednotek, není ale vyloučena i u dalších právnických osob (§ 158 odst. 2 OZ). Rozhodnutí na zaslaném návrhu musí být ve stanovené lhůtě doručeno oprávněné osobě, jedná se tedy o lhůtu hmotněprávní, u níž nepostačí, bude-li v dané lhůtě zásilka s rozhodnutím např. odevzdána na poště. Proto platí, že nebude-li v dané lhůtě rozhodnutí vlastníka jednotky doručeno oprávněné osobě, je nutné to vykládat jako jeho nesouhlas.
Mimo valnou hromadu společnosti s ručením omezeným lze tímto způsobem rozhodnout tehdy, jestliže to nevylučuje její společenská smlouva. Osoba, která je jinak oprávněna svolat valnou hromadu, zašle všem společníkům spolu s nutnými podklady návrh rozhodnutí a určí jim lhůtu k vyjádření. Nevyjádří-li se společník v dané lhůtě, např. nenavrhne-li jiné rozhodnutí, má se za to, že s návrhem nesouhlasí. Přijaté rozhodnutí je pak všem společníkům bez zbytečného odkladu oznámeno obdobným způsobem (§ 175–177 ZOK).
Podobná pravidla platí také pro rozhodnutí mimo valnou hromadu u akciové společnosti, mimo členskou schůzi družstva a mimo zasedání shromáždění společenství vlastníků bytových jednotek, ovšem s tím rozdílem, že rozhodování per rollam musí jejich stanovy vždy výslovně připouštět. U družstva takto nicméně nelze nikdy postupovat při rozhodování shromáždění delegátů a naopak v případě společenství vlastníků může korespondenční rozhodnutí proběhnout ještě tehdy, když není svolané shromáždění usnášeníschopné (§ 418–420 a § 652–655 ZOK a § 1210–1214 OZ).
Rozhodování per rollam může kromě písemné korespondence probíhat např. e-mailem nebo prostřednictvím videokonference, způsob vždy záleží na konkrétním zakladatelském právním jednání dané právnické osoby. Jestliže je ale nutné, aby rozhodnutí jejího statutárního orgánu bylo osvědčeno veřejnou listinou, např. notářským zápisem, musí být i vyjádření každého jeho člena podáno ve formě veřejné listiny (u společníka společností s ručením omezeným postačí úředně ověřený podpis).